# Edwin Bingham Copeland
Edwin Bingham Copeland (Monroe, 30 de septiembre de 1873-Chico, 16 de marzo de 1964) fue un botánico y agrónomo estadounidense.
En 1909, funda la Escuela de Agricultura de Filipinas en Los Baños, provincia de Laguna, establecimiento hoy conocido como Escuela de Agricultura de la Universidad de Filipinas. Fue su decano y profesor de Fisiología vegetal hasta 1917.
Es el padre de Herbert Faulkner Copeland (1902-1968), igualmente biólogo.

## Honores

### Epónimos
- El género Copelandia Bres. se nombra en su honor.

## Fuente
- La abreviatura «Copel.» se emplea para indicar a Edwin Bingham Copeland como autoridad en la descripción y clasificación científica de los vegetales.[2]